# Vouacapoua
Vouacapoua es un género de plantas con flores con 26 especies perteneciente a la familia Fabaceae. Comprende 15 especies descritas y de estas, solo 11 aceptadas.

## Taxonomía
El género fue descrito por Jean Baptiste Christophore Fusée Aublet y publicado en Journal of Botany, British and Foreign 66: 141. 1928.

## Especies aceptadas
A continuación se brinda un listado de las especies del género Vouacapoua aceptadas hasta febrero de 2015, ordenadas alfabéticamente. Para cada una se indica el nombre binomial seguido del autor, abreviado según las convenciones y usos.	 
- Vouacapoua americana
- Vouacapoua aubletii
- Vouacapoua cubensis
- Vouacapoua cuiabensis
- Vouacapoua frondosa
- Vouacapoua macropetala
- Vouacapoua nitida
- Vouacapoua pallidior
- Vouacapoua paniculata
- Vouacapoua spinulosa
- Vouacapoua vermifuga